# Fischlham
Fischlham är en ort och kommun  i distriktet Wels-Land i förbundslandet Oberösterreich i Österrike. Kommunen är belägen mellan Linz och Salzburg. Den har 1 357 invånare (2024).
Kommunen består av nio orter (Ortschaften) (inom parentes invånarantal 1 januari 2024):

- Eggenberg (60)
- Fischlham (401)
- Forstberg (97)
- Hafeld (489)
- Heitzing (22)
- Laherberg (37)
- Ornharting (43)
- Seebach (123)
- Zauset (85)

Adolf Hitler gick sina första två år i skola i Fischlham, 1895 till 1897.